# منطقة الشعيرات المائية

مقطع عرضي للشعيرات المائية تصور منطقة فادوز والمياه الجوفية والمنطقة المشبعة

منطقة الشعيرات المائية، هي الطبقة التي تحتوي على تربة ذات خاصية شعرية وهي الطبقة السفلى من المنطقة غير المشبعة بالماء والطبقة العليا من المنطقة المشبعة بالماء، وتحدث نتيجة التجاذب بين الماء والصخور، حيث تتعلق جزيئات الماء كشريط على حبيبات التربة وترتفع في الفراغات ذات القطر الصغير في اتجاه معاكس للجاذبية الأرضية. تقع هذه الطبقة تحت ضغط سالب أقل من الضغط الجوي، وتعتبر هذه الطبقة مشبعة بالماء.

## وصلات خارجية
- مسرد المصطلحات الهيدروجيولوجية
- أصل وحدوث وحركة المياه الجوفية
- مقدمة إلى حركة المياه الجوفية الأساسية
- المنطقة غير المشبعة